# (556) Филлида
(556) Филлида (лат. Phyllis, др.-греч. Φυλλίς) — небольшой астероид главного пояса, принадлежащий к светлом спектральному классу S. Он был открыт 8 января 1905 года немецким астрономом Паулем Гёцом в обсерватории Хайдельберг и назван в честь Филлиды, фракийской царевны из древнегреческой мифологии

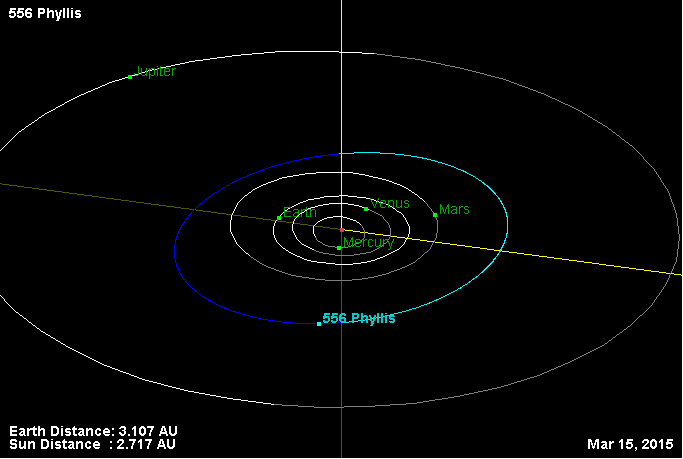
Орбита астероида Филлида и его положение в Солнечной системе